# Kingdom Under Fire: Circle of Doom
Kingdom Under Fire: Circle of Doom es la cuarta entrega de Kingdom Under Fire. Ahora es desarrollado por Blueside. La compañía se centró más en los elementos RPG y acción que en los elementos de estrategia que las demás entregas tenían. Se lleva poco después de lo sucedido en Kingdom Under Fire: The Crusaders.

## Argumento

### Prólogo
Del original del juego:
Al principio, la luz y la oscuridad se separaron y nació el mundo.
Para mantener la armonía, Nible, Señor de la Luz y Encablossa, Señor de la Oscuridad, hicieron un pacto. Cada uno gobernaría el mundo durante una edad y lo moldearía a su gusto. Cuando la edad finalizase el control pasaría al otro, y el anterior gobernante descansaría mientras esperaba su siguiente turno. Así, el gobierno del mundo se alternó entre los dos poderosos y la paz prosperó.
Pero con el paso de los eones, Nible comenzó a disgustarse. Cada vez que finalizaba la Edad de la Luz, contemplaba sus nobles criaturas pervertidas y torturadas en la siguiente Edad de la Oscuridad. Finalmente Nible no pudo soportarlo más. Cuando volvió a llegar el momento de que finalizase la Edad de la Luz, rompió su palabra y se negó a ceder el control.
Encablossa se enfureció
Desde la dimensión oscura, reunió
a sus legiones oscuras y las envió contra el mundo.
Durante siglos la guerra se extendió por el continente de Bersia
dejando destrucción y confusión
a su paso.
Del caos surgen los héroes.
Sus hazañas moldean la historia y socorren
a un mundo devastado.
Acaba de terminar la gran batalla
que ha traído una paz incierta.
De nuevo las fuerzas de la luz
han devuelto a Encablossa
a la oscuridad. Pero con su marcha también
desaparecieron muchos héroes.
¿Dónde han ido?
¿Volverán alguna vez?
Las respuestas se encuentran en la dimensión oscura,
donde Encablossa trama su venganza...

### Historia
Desde la guerra con Encablossa y después de que fue destruido, los héroes que una vez entraron a él y lo destruyeron jamás regresaron a la Edad de la Luz, al continente de Bersia, se quedaron en la Dimensión Oscura de Encablossa. Encablossa es una Dimensión donde los sueños tienen mucho que ver, si el espíritu de uno es fuerte, al morir, puede crearse en los sueños de otras personas y hablar con ellos, de ahí, la aparición de varios personajes como Morene, Valdemar entre otros. Cada personaje debe conseguir su meta:

#### Regnier
Aunque Regnier peleó para destruir a Encablossa, en sus sueños, en la Dimensión Oscura, El Señor de La Dimensión Oscura le habla y le da promesas de poder a Regnier, que ahora no es nada más que un Mortal, ya que el Corazón Antiguo que le otorgaba poderes inimaginables fue destruido, así, Regnier aceptó servirle al Señor de la Dimensión Oscura para limpiar la dimensión que ahora, sería de los dos. El Señor de la Dimensión Oscura, podría ser bien Encablossa, pero peleas contra el mismo al final de la historia de Regnier. Así, Regnier debe conseguir un poder que lo librará de los sueños que lo atormentan, que son su hija y la mujer con quien tuvo su hija, que al parecer, nunca se casaron. Estos sueños aparecen porque Regnier, aún es atormentado por ese recuerdo que se personifica en el Mundo de los Sueños, así, el Señor de la Dimensión Oscura le sugiere un poder, pero para esto necesita la Avaricia, Amor y Muerte, que se consigue matando a los enemigos que representan cada una hasta lograr tenerlo y una vez las tres se forma el poder que purifica la voluntad de Regnier. Una vez hecho, ahora Regnier debe limpiar la Dimensión, para esto debe destruir un guerrero. Una vez así, Regnier regresa a la Edad de la Luz para advertir que su tiempo se ha acabado, y que ahora es tiempo de que Encablossa reine una vez más.

#### Leinhart
Leinhart que acompañaba a Regnier, se encuentra en un confuso lugar. Su padre, el Rey Valdemar, murió pero su espíritu, que es lo suficientemente fuerte llegó a Encablossa y así, Valdemar guía a su hijo a través de Encablossa, pero para Leinhart las cosas no son fáciles, el recuerdo de su amada Morene lo atormenta una y otra vez en sus sueños. Aunque el objetivo de Leinhart, es hacerse fuerte en Encablossa, mutar a alguien más fuerte que el mismo Regnier, pero, aunque Valdemar le dice que sólo los humanos mutan, él persiste y tal vez haya una posibilidad. Leinhart debe hablar con los ídolos, el de la Muerte lo lleva al de la Avaricia, quien le dice que es el más fuerte de los tres, y el de la Avaricia lo lleva a la del Amor, diciendo que necesita una semilla especial, pero la ídolo del Amor le dice que para que le de la semilla necesita otra semilla, una cualquiera. Esa semilla la conseguirás matando a una planta reina pero es probable que no la consigas al primer intento porque te va a decir que está en mal estado, así que tendrás que matar a varias. Una vez que la consigas el ídolo del amor te dirá que tienes que plantarla en el amor del abrazo que está en el primer nivel donde aparece tu personaje por primera vez. Ahí verás una luz. Solo acércate y se plantara, pero no pasará nada después. Debes hablar con el ídolo del amor. Ella te dirá que tienes que conseguir el agua que abrasa el tiempo. La encontrarás en la segunda región del primer nivel, junto a una catarata verás una luz. Una vez que la tengas regresa al abrazo del bosque y conseguirás la semilla especial. Una vez que la tengas ve con el ídolo de la avaricia y el te dirá que Emcablossa está en tus sueños. Solo duerme y estará ahí, pero el te dirá que necesitas el reloj de arena pausado que lo encontraras en la ciudad de la desolación. Una vez que lo tengas ve de nuevo a tus sueños. El hombre no te va a hacer mutar pero te va a decir como...

### Personajes
Descripciones originales del juego:

#### Kendal
La Iglesia de Ecclesia tenía en Kendal al jefe militar ideal: un ferviente caballero con una creencia inquebrantable en los principios de su fe y su deber hacia la iglesia. Pero tras su inescrutable yelmo, Kendal escondía preocupaciones y dudas sobre sí mismo. Para escapar de la confusión de su mente se arrojó a la certeza de la batalla. Su valentía salvó a la Edad de la Luz de la Oscuridad invasora y provocó el final de la Guerra de Encablossa. Pero cuando todo se calmó, Kendal no apareció por ningún sitio. ¿Qué le sucedió a Kendal tras arremeter contra Encablossa? ¿El Santo Caballero eligió el camino de la rectitud? ¿O el cosmos es mucho más complejo de lo que parece?
Kendal usa de armas el Mazo, Martillo de Guerra, Escudo, y Ballestas. Aunque su velocidad de ataque es lenta, es poderoso. Se especializa en ataques cuerpo a cuerpo.

#### Regnier
En la historia de Bersia ningún hombre ha tenido más influencia ni ha sido más tristemente célebre que el hombre ahora conocido como Regnier. Conocido anteriormente como el noble Rick Miner, fue asesinado durante la Primera Guerra de los Héroes por el lich, Khiliani. Resucitado por el Corazón Antiguo, reapareció como Rick Blood, comandante de la Legión Oscura, en la Segunda Guerra de los Héroes. Finalmente, blandiendo una espada de fuego con fuerza devastadora y absoluta falta de piedad, volvió a aparecer como Regnier, el inmortal Señor de la Guerra de Hexter. Tras forjar una extraña tregua con la Alianza Humana, Regnier se unió a Kendal para atravesar el cuerpo de Encablossa y evitar la destrucción de la Edad de la Luz. ¿Dónde está ahora Regnier y qué forma ha adoptado? ¿Qué secretos se ocultan en su pasado?
Regnier usa de armas la Espada (Claymore), Golpes, Cadena, Cañón de mano y Espadas que se lanzan. Su velocidad de ataque es lenta pero es el guerrero más poderoso de todos. Se especializa en ataques cuerpo a cuerpo.

#### Celine
Guerrera Élfica que llevó a su pueblo a la victoria en incontables batallas. Durante la segunda Guerra de los Héroes, la nación élfica de Celine se alió con el rey Curian y con los humanos para proteger el corazón Antiguo y evitar que cayese en manos equivocadas. Mientras combatía hombro a hombro, Celine Y Curian se enamoraron profundamente. Todo parecía destinando la felicidad... hasta el final de la guerra, cuando ambos desaparecieron sin dejar rastro.
¿Que le sucedió a Celine? ¿Y cual ha sido el destino de su amante?

#### Curian
Los monjes de Hironeiden criaron a Curian para que fuese un mensajero de la paz. El joven y entusiasta huérfano abrazó este mensaje... y lo llevó consigo al campo de batalla. Mientras la Segunda Guerra de los Héroes rugía a su alrededor, Curian demostró ser un brillante líder y finalmente llegó al trono como Rey de Azilla. Con Celine, su amante élfica, a su lado, el rey Curian y la Alianza de la Luz derrotaron completamente a la Legión Oscura y devolvieron la paz al continente de Bersia. Las masas agradecidas cantaron sus alabanzas, pero el rey no pudo ser hallado en ningún sitio. ¿Abandonó Curian al pueblo de Azilla? ¿Regresará el rey para reclamar su trono?

#### Duane
Arrogante y vanidoso, Sir Duane es la personificación del narcisismo.
Puede estar quedándose calvo, estar lleno de cicatrices de batalla y haber engordado, pero en su mente Duane siempre ha sido un guerrero que inspira temor... y un hombre irresistible para las damas. Nacido en una familia noble y adinerada, Duane utilizó sus influencias para obtener un puesto respetable (y rentable) como oficial de Kendal durante la Guerra De Encablossa. Pero este puesto le dio más de lo que quería: el también desapareció junto a su comandante al final de la guerra. ¿Que papel tiene que interpretar Duane en el drama de Bersia? ¿Es su momento de brillar como un verdadero héroe? ¿O está demasiado concentrado en sí mismo para que le importe?

#### Leinhart
Príncipe destronado de Vellond; conde de Arein santo heredero de Valdemar Rey de Vellond ahora Leinhart busca su nuevo trono y vencer a los humanos por haber acabado con Vellond pero hay algo malo no tiene ejércitos pues ya no es un príncipe así que buscará la gloria que le otorgará la oscuridad y para eso sacrificará la edad de la luz pero ya no hay vuelta atrás Leinhart de que lado estará? del corazón antiguo destruido o de la legión Oscura de Vellond?

## Modos de Juego
Los modos de juego son las formas en las que puedes jugar, sólo son dos, que son: Cooperativo y Solo. Cooperativo es únicamente para Xbox Live, no hay modo local. Solo es la campaña para un jugador.

### Solo
Seleccionas a uno de los seis personajes, todos están disponibles al principio. Un vídeo de introducción sale y comienza un tutorial. Puedes terminar o no el tutorial pero te da un logro de 10 puntos al terminarlo. La campaña de un solo jugador lleva la historia del personaje. Conforme mates enemigos te darán experiencia, y al final de cada región habrá un jefe final, que al ser destruido dejará caer varios objetos, y te dará un tiempo para recoger todos los que puedas antes de transportarte a la región siguiente.
Conforme todo el progreso en el juego, habrá Ídolos, que son vendedores, compradores, podrás guardar y sintetizar objetos aquí(unirlos para formar algo más poderoso... o débil). Los ídolos estarán en ciertos lugares por todos los niveles. Son tres diferentes y aparecen según el tiempo. Son: El Ídolo del Amor, el Ídolo de la Muerte y el Ídolo de la Avaricia. Cada uno vende objetos diferentes(Armas, escudos, armaduras, etc.). Donde los Ídolos se encuentra se les llama Santuarios de los Ídolos, donde también podrás dormir y entrarás al Mundo de los Sueños, donde conseguirás aprender nueva magia y hablar con aquellos seres que habitan en el mundo de los sueños.

### Cooperativo en Xbox Live
Con un máximo de cuatro jugadores, el modo cooperativo es exactamente como el modo de un jugador, sólo que tendrás aliados. Esto no afecta tus misiones ni tus estadísticas. Puedes llevar cualquier personaje, con el nivel que sea y lo que obtengas en multijugador lo puedes usar en un solo jugador.
- Datos: Q518578